# جون هانكس
جون هانكس (بالإنجليزية:John Hanks) ولد في 9 فبراير 1802 وتوفي في 1889 و كان أول ابن عم ابراهام لينكولن، وإزالة مرة واحدة، ابن عم والدته. وكان ابن ويليام وعمه نانسي هانكس لينكولن. وحفيد جوزيف هانكس.